# 孟连溪蟾
孟连溪蟾（学名：Bufo menglianus）一种于中华人民共和国云南省孟连傣族拉祜族佤族自治县勐马镇腊福村发现的两栖动物，隶属于蟾蜍科蟾蜍屬。其种加词“menglianus”意为“孟连的”。

## 形态特征
孟连溪蟾体型肥硕，雌蟾体长80～98毫米。身体背面呈灰棕色，脊线极细，体侧有一条棕黑带，四肢背面有显著横纹；腹面为浅棕色，有不规则的棕黑色斑纹。

## 保护
本种于2023年被收录入《有重要生态、科学、社会价值的陆生野生动物名录》。